# Catherine Garceau
Catherine Garceau (* 1. Juli 1978 in Montreal) ist eine ehemalige kanadische Synchronschwimmerin.

## Erfolge
Catherine Garceau gehörte bei den Olympischen Spielen 2000 in Sydney zum Aufgebot Kanadas im Mannschaftswettbewerb. Zusammen mit Claire Carver-Dias, Erin Chan, Lyne Beaumont, Fanny Létourneau, Kirstin Normand, Jacinthe Taillon und Reidun Tatham gelang ihr mit 97,357 Punkten das drittbeste Ergebnis des Wettkampfs, womit die Kanadierinnen hinter den Russinnen, die mit 99,146 Punkten Olympiasiegerinnen wurden, und den mit 98,860 Punkten zweitplatzierten Japanerinnen die Bronzemedaille gewannen. Ein Jahr darauf nahm sie mit der kanadischen Nationalmannschaft an den Weltmeisterschaften in Fukuoka teil. Bei diesen belegte die Mannschaft abermals hinter Russland und Japan Rang drei.